# 音樂椅
音樂椅，香港人稱為爭凳仔，又稱大風吹，是集體遊戲的一種。玩法是在地上放置比參與者少一張的椅子。音樂響起後參與者在椅子旁繞圈，然後音樂突然停止。參與者要儘快坐到椅子上。最遲得不到座位者淘汰出局。之後減少一張椅子，繼續遊戲，至得出勝利者為止。
音樂椅遊戲最常見為小朋友參加。有時亦用來比喻眾人各出奇謀，相爭有限的坐位。